# Fruzsina
Ženské jméno Fruzsina je maďarská podoba řeckého jména Eufrozina.

## Příbuzná jména
- Ruzsinka : maďarská obdoba jména Fruzsina.[1]

## Statistické údaje
V 90. letech bylo jméno Fruzsina běžné, avšak Ruzsinka bylo spíše sporadické. Na počátku 21. století bylo jméno Fruzsina nejběžnějším jménem u žen ve věku 29-49 let, Ruzsinka oproti tomu není ani v první stovce.

## Jmeniny
Fruzsina, Ruzsinka
V maďarském kalendáři:
- 1. ledna[1]
- 25. září